# Olea yuennanensis
 (avril 2014).
Si vous disposez d'ouvrages ou d'articles de référence ou si vous connaissez des sites web de qualité traitant du thème abordé ici, merci de compléter l'article en donnant les références utiles à sa vérifiabilité et en les liant à la section « Notes et références ».
Espèce
Classification phylogénétique
Olea yuennanensis est une espèce de plantes à fleurs de la famille des Oleaceae et du genre Olea. C'est un arbuste ou un petit arbre qui peut atteindre de 1 à 12 m de hauteur et qui pousse en Chine. Il a été reconnu et classé dans le sous-genre Tetrapilus par P.S. Green lors de sa révision du genre Olea (2002) avec ses synonymes et sa description botanique.

## Synonymes botaniques
- O. yuennanensis var. xeromorpha Hand.-Mazz., op.cit. 1009 (1936) type Yunnan. (holotype WU).
- O. brevipes L.C. Chia (1955).
- O. tsongii sensu Green (1995).

## Description botanique

### Appareil végétatif
C'est un arbuste ou un arbre pouvant aller de 1 à 12 m de hauteur, avec des jeunes pousses pubérulentes, habituellement finement telles.  Les feuilles sont  coriaces, avec des pétioles qui ont entre 3 et 7 mm de longueur, finement pubérulents. Leur limbe est elliptique à oblong-elliptique ou ob-lancéolées, parfois élargies, glabres, de (3-)5 à 7(-10) cm de long et large de (1,2-)2 à 3,5(-4,5) cm de large, la base est aigüe, rarement obtuse, atténuée sur le pétiole, l'apex est aigu à rarement en pointe obtuse, parfois légèrement ou brutalement acuminée. Les bords sont entiers ou brusquement dentés, avec des dents de 0,5 à 5 mm de longueur. Il y a 6 nervures primaires de part et d'autre de la nervure centrale qui fait saillie en dessous, légèrement enfoncée ou obscure sur le dessus. La nervuration est d'autre part de couleur sombre.

### Appareil reproducteur

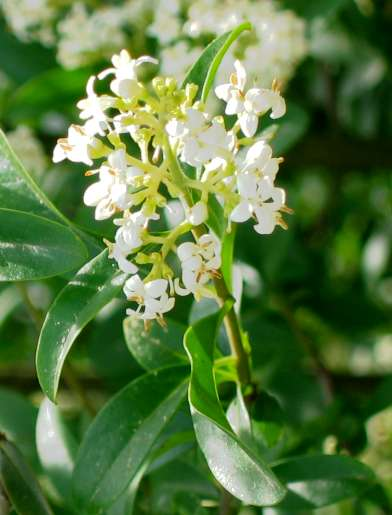
Inflorescence d'Oleacée en panicule.

Les inflorescences sont axillaires en cymes-paniculées, les fleurs regroupées en groupes sub-ombellés, de (1-)2 à 4(-8) cm de longueur, à fleurs abondantes sub-ombellées, glabres ou finement pubérulentes, avec des pédicelles de 1,5 à 5 mm de long, glabres à très finement parsemées de pubérulences. Les pédicelles ont 1 à 5 mm de long. Le calice forme un tube de 0,5 mm de long, avec des lobes triangulaires de 0,5 mm  de long, glabres ou ciliés. La corolle est blanche à jaune-crème, en tube de 0,5 mm de long avec des lobes triangulaires de 0,5 mm de long, glabres ou ciliés. Les anthères mesurent de 1 à 3 mm de long, largement elliptiques-ovales, subsessiles. L'ovaire est avorté dans les fleurs mâles, subglobuleux dans les fleurs bisexuées, mesurant 1 mm de long portant un style de 0,5 mm de long  avec un stigmate  bilobé. Le fruit est une drupe légèrement charnue de couleur noire à maturité, largement ellipsoïde de 7 à 10 mm de long par 6 à 7 mm de large.

### Répartition géographique
Cette espèce vit en Chine, dans le Sichuan. Un spécimen provient de la région de Te-Chang/Huang-Po-Lien (7 avril 1914). On le trouve aussi dans le Yunnan, au nord de Mengtze et autour du temple de Cao-Xi ainsi qu'à Anning (42 km de Kunming).

### Note comparative
Cette espèce est très proche d'Olea brachiata. Il y a une légère tendance des feuilles dans les deux espèces à être plus longues et les dentelures marginales, quand elles sont présentes, à être plus rares, légèrement plus larges et émoussées.
Les jeunes rameaux de cette espèce sont pubérulents, non glabres comme ceux d'Olea hainanensis. Ils sont aussi géographiquement séparés.

## Utilisations
Cette espèce est recherchée pour la confection de bonsaïs ou comme arbre d'ornement de parcs et jardins.

## Sources
Pour des articles plus généraux, voir Oleaceae, Olea et Tetrapilus.